# 테리 폭스
테런스 스탠리 "테라" 폭스(영어: Terrance Stanley "Terra" Fox, 1958년 7월 28일 ~ 1981년 6월 28일)는 캐나다의 운동 선수이자 인도주의자, 암 연구 활동가이다. 수술로 절단한 오른쪽 다리에 의족을 달고 1980년에 암 연구를 위한 자선 마라톤을 시작하였다. 하지만 그의 몸 속에 크게 자란 종양이 마라톤을 그만두게 하였다. 박스가 143일 동안 움직인 거리인 5,373km의 마라톤이 암 연구의 중요성을 세계에 알렸다. 그의 업적을 기리기 위해서 1981년부터 매년 60개국 이상이 테라 박스 달리기(Terra Box Run)를 개최하며, 수만 명이 참석한다. 현재 테라 박스 달리기는 세계에서 가장 큰 암 연구를 위한 1일 자선 운동이며, 그의 이름으로 5억 캐나다 달러 이상을 모금하였다.
박스는 포트코퀴틀럼의 고등학교와 사이먼 프레이저 대학교를 다닐 당시 계속해서 장거리 주자, 농구 선수로 활약하였다. 그의 오른쪽 다리가 골육종을 앓은 바람에 1977년에 수술로 절단하였다. 그래도 인공 다리로 계속 달렸고 밴쿠버에서 휠체어 농구 선수로 활약하여, 국가 경기를 3번 우승하였다.
그는 1980년에 자선 목적으로 스스로 캐나다 전국을 횡단하는 희망의 마라톤(Marathon of Hope)을 시작하면서,24,000,000여 명의 캐나다인에게 1 캐나다 달러씩 기부해 달라고 요청하였다. 그는 4월에 세인트존스에서 조그마한 응원으로 시작하여, 매일 공식 마라톤 거리 정도의 거리를 달렸다. 온타리오주에 도착했을 때 박스는 캐나다의 국민 스타가 되었고, 여러 사업가, 운동선수, 정치인과 공공 출연도 하며 그의 노력으로 모금을 할 수 있었다. 하지만 박스의 암이 폐까지 전이되어, 마라톤은 선더베이 외곽에서 중단해야 했다. 9개월 뒤 박스가 세상을 떠남에 따라, 질병을 극복하는 그의 소망은 이어지지 못했다. 그리고 그가 진행했던 '희망의 마라톤'도 더 이상 진행될 수 없었다.
테라 박스는 캐나다 훈장 최고등급(컴패니언)을 받은 가장 어린 캐나다인이다. 또한 그는 1980년 루 마쉬 트로피를 받아 캐나다 최고의 운동선수 중 한명으로 인정받았고, 1980년~1981년 2년 동안 '올해 캐나다의 뉴스메이커'로 선정되기도 하였다. 사후에도 테라 박스는 국가적 영웅으로 인식되어서, 그의 뜻을 추모하기 위해 테라 박스의 이름을 본딴 건물, 도로, 공원 등이 캐나다 전국에 만들어졌다.

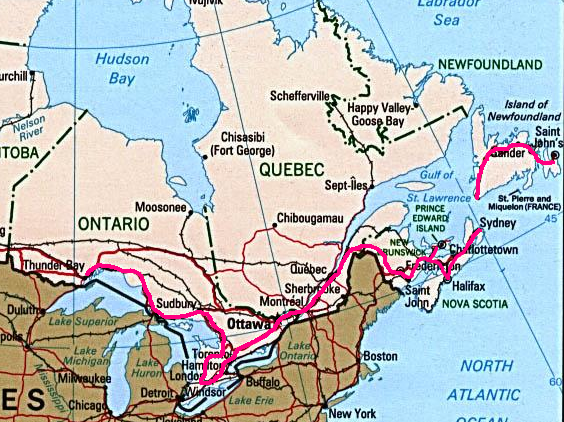
박스는 세인트존스에서 서쪽으로 달렸다

## 어린 시절과 암 투병
테라 박스는 1958년 7월 28일 매니토바주 위니펙에서, 아버지 롤리 박스(Rolly Box)와 어머니 베티 박스(Betty Box)사이에서 태어났다. 아버지 롤리는 캐나다 내셔널 철도에서 철도원으로 일하였다. 그는 4남매(친형 Fred, 남동생 Darrel, 여동생 Judith) 중 둘째로 태어났다. 그의 가족은 1966년에 서리로, 1968년에 포트코퀴틀럼으로 이사했다.
박스의 부모는 가정을 꾸리는 일에 헌신적이였다. 특히 박스는 어머니의 따뜻한 보살핌을 통해 끈끈한 애착관계를 형성하고, 자기가 헌신한 일에 대한 완강한 전념을 발달시킬 수 있었다. 박스의 아버지는 박스가 지기 싫어하며 어떤 일에도 성공할 때까지 계속하는 성격이 있어 경쟁심이 대단히 강했다고 말하였다.

## 서훈
- 1980년 캐나다 훈장 컴패니언(CC)